# Czechówka (województwo lubelskie)
Czechówka – wieś w Polsce położona w województwie lubelskim, w powiecie zamojskim, w gminie Grabowiec.
W latach 1975–1998 miejscowość administracyjnie należała do województwa zamojskiego.
Wieś jest sołectwem w gminie Grabowiec. Według Narodowego Spisu Powszechnego z roku 2011 wieś liczyła 110 mieszkańców.
Wierni Kościoła rzymskokatolickiego należą do parafii św. Mikołaja w Grabowcu.

## Historia
Czechówka wieś w powiecie hrubieszowskim, gminie i parafii Grabowiec. W 1827 r. było tu 11 domów i 67 mieszkańców. Folwark Czechówka z wsią tej samej nazwy oddalony od Lublina wiorst 83, od Hrubieszowa wiorst 21, od Wojsławic 5 wiorst, od Kowla wiorst l00, od rzeki Wieprz wiorst 33. Rozległość wynosi mórg 225, w tym: grunta orne i ogrody mórg 122, łąk było mórg 12, lasu mórg 80, nieużytki i place stanowiły mórg 12. W folwarku młyn wodny. Wieś Czechówka posiadała osad 9, gruntu mórg 98. Folwark Czechówka powstał w roku 1868 z oddzielenia od dóbr Białowody.